# Kostel Saint-Louis-d'Antin
Kostel Saint-Louis-d'Antin je katolický farní kostel v 9. obvodu v Paříži, v ulici Rue Caumartin. Kostel je zasvěcen svatému Ludvíkovi a pojmenován podle pomístního jména Chaussée d'Antin.

## Historie
V roce 1783 ve čtvrti vznikl kapucínský klášter z podpory krále Ludvíka XVI. Za Velké francouzské revoluce sloužil klášter jako tiskárna, ale v roce 1795 jeho kaple začala sloužit náboženským účelům a získala jméno Saint-Louis-d'Antin. V roce 1802 se kaple stala farním kostelem.
Varhany v kostele vytvořil v roce 1858 Aristide Cavaillé-Coll a v roce 1973 byly upraveny.